# عبد الله التميمي (لاعب إسكواش)
عبد الله التميمي (مواليد 15 ديسمبر 1994) هو لاعب إسكواش قطري، أفضل تصنيف له كان ال28 وحصل عليه في أغسطس 2018.

## روابط خارجية
- عبدالله التميمي على موقع الاتحاد الدولي لمحترفي الاسكواش (مؤرشف) (الإنجليزية)
- عبدالله التميمي على موقع SquashInfo.com (الإنجليزية)